# Leven op 't plein
Leven op 't plein is een lied van de Nederlandse zanger André Hazes. Het werd in 1995 als single uitgebracht en stond in hetzelfde jaar als tweede track op het album Onder de mensen.

## Achtergrond
Leven op 't plein is geschreven door John van de Ven, Jacques Verburgt en André Hazes en geproduceerd door Van de Ven en Verburgt. Het is een nummer dat past in het genre levenspop. In het lied zingt Hazes over een plein, waar hij is opgegroeid en graag blijft komen. Hij beschrijft in het lied de verschillende dingen die er daar zoal gebeuren. Het lied werd op single uitgebracht met Twee bruine ogen op de B-kant, een lied met dezelfde liedschrijvers en producers. 

## Hitnoteringen
De zanger had succes met het lied in de hitlijsten van Nederland. Het piekte op de 33e plaats van de Nederlandse Top 40 en stond drie weken in deze hitlijst. Het kwam tot de 35e positie van de Mega Top 50 en was hier vier weken in te vinden.